# Arne Borg
Pour les articles homonymes, voir Borg.
Arne Borg, né le 18 août 1901 à Stockholm et mort le 6 novembre 1987 à Vallentuna, est un nageur suédois. Il est le frère jumeau de Åke Borg.

## Jeux olympiques
- Jeux olympiques d'été de 1924 à Paris 
  -  Médaille d'argent sur 400 mètres libre.
  -  Médaille d'argent sur 1 500 m libre.
  -  Médaille de bronze en relais 4 × 200 m.
- Jeux olympiques d'été de 1928 à Amsterdam 
  -  Médaille d'or sur 1 500 m libre.
  -  Médaille de bronze sur 400 m libre.

## Championnats d'Europe
- Championnats d'Europe de natation 1926 à Budapest 
  -  Médaille d'or sur 400 m libre.
  -  Médaille d'or sur 1 500 m libre.
  -  Médaille d'argent sur 100 m libre.
  -  Médaille de bronze en relais 4 × 200 m.
- Championnats d'Europe de natation 1927 à Bologne 
  -  Médaille d'or sur 100 m libre.
  -  Médaille d'or sur 400 m libre.
  -  Médaille d'or sur 1 500 m libre.
  -  Médaille d'argent en relais 4 × 200 m.

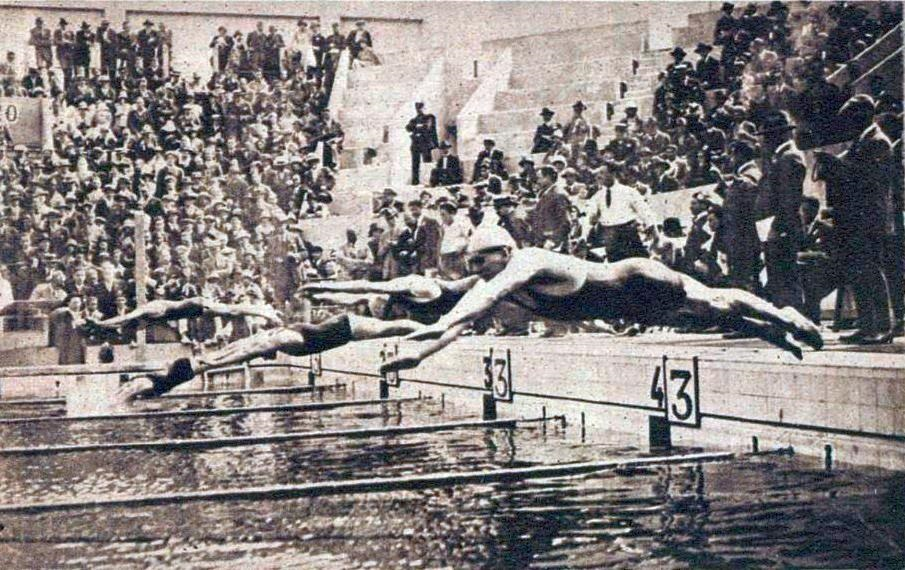
Finale du 400 mètres nage libre des JO 1924, de gauche à droite, Weissmuller, Borg et Charlton.
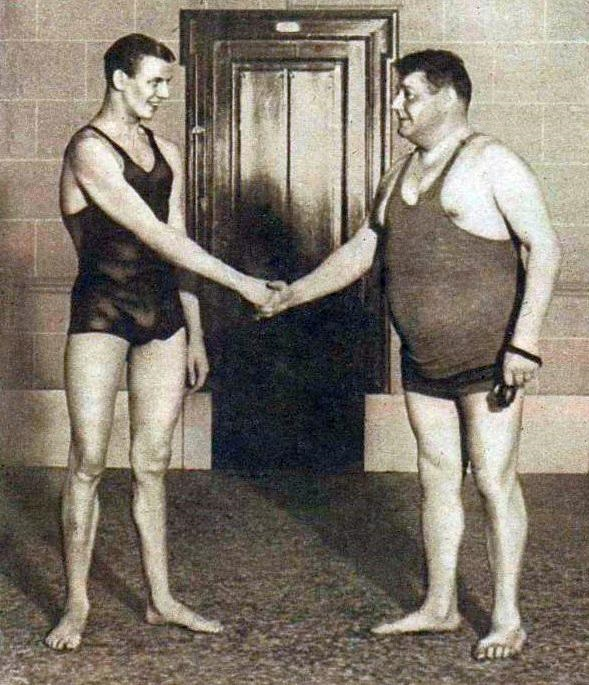
Arne Borg et Géo Michel, à Bruxelles en avril 1927 lors d'une exhibition nautique.